# Gros (priimek)
Za tujo različico priimka glej Gross.
Gros je priimek v Sloveniji, ki ga je po podatkih Statističnega urada Republike Slovenije na dan 1. januarja 2010 uporabljalo 658 oseb.

## Znani slovenski nosilci priimka
- Ana Gros (*1991), rokometašica
- Anton Gros (*1936), gospodarstvenik
- Anže Gros (*2002), smučarski tekač
- Davorin Gros (1897−1989), pravnik, odvetnik
- Davorin Gros, amaterski slikar
- Jelko Gros (*1961), trener smučarskih skokov in športni delavec
- Marjan Gros (*1934), klinični biokemik
- Mladen Gros (*1941), fizik
- Natalija Gros (*1984), slovenska športna plezalka
- Nataša Gros (*1965), kemičarka
- Nuša Gros, višja fizioterapevtka URI Soča, častna članica DMBTS
- Severin Gros (1829 benediktinec, izseljenec
- Tatjana Gros (1948−2016), pevka zabavne glasbe
- Vitomir Gros (*1942), podjetnik-obrtnik in politik

## Znani tuji nosilci priimka
- Antonie-Jean Gros (1771—1835), francoski slikar
- Jean-Baptiste Louis Gros (1793—1870), francoski slikar
- Justin-Paul-Louis Gros (1886—1956), francoski general
- Piero Gros (*1954), italijanski alpski smučar